# Marie-Christine Arbour
Marie-Christine Arbour, née en 1966 à Montréal, est une poète et romancière québécoise. Elle vit à Montréal,.

## Biographie
Après des études en littérature et philosophie, Marie-Christine Arbour signe plusieurs textes dans des périodiques et revues littéraires.
En poésie, elle publie un titre qui s'intitule Un jeu de mord et de crache, aux Éditions du Jaspe en 1991. Comme romancière, elle fait paraître de nombreux titres dont Deux et deux (Planète rebelle, 2000), Drag (Triptyque, 2011), Schizo (Triptyque, 2014), Trans (Triptyque, 2016) ainsi que PsychoZe (Annika Parance éditeur, 2016),,,,.
En 2016, Arbour est finaliste pour le Prix d'excellence de la SODEC.

## Œuvres

### Poésie
- Un jeu de mord et de crache, Montréal, Éditions du Jaspe, 1991, 54 p. (ISBN 2980187720)

### Romans
- Deux et deux, Montréal, Planète rebelle, 2000, 115 p. (ISBN 2-922528-14-6)
- Une mère, Lachine, Pleine lune, 2008, 119 p. (ISBN 9782890241831 et 9782890242876)
- Drag, Montréal, Triptyque, 2011, 181 p. (ISBN 978-2-89031-709-3)
- Utop, Montréal, Triptyque, 2012, 200 p. (ISBN 9782890317420 et 9782890317499)
- Chinetoque, Montréal, Triptyque, 2013, 224 p. (ISBN 9782890318359)
- Schizo, Montréal, Triptyque, 2014, 287 p. (ISBN 9782890319370)
- Trans, Montréal, Triptyque, 2016, 242 p. (ISBN 9782897410636 et 9782897410643)
- PsychoZe, Montréal, Annika Parance éditeur, 2016, 263 p. (ISBN 9782923830346 et 9782923830353)
- Moi, Hercule, Montréal, Annika Parance éditeur, 2017, 277 p. (ISBN 9782923830636)

## Prix et distinctions
- 2016 - Finaliste : Prix d'excellence de la SODEC (pour La logicienne)